# Стаховиця
Стаховиця (словен. Stahovica) — поселення в общині Камник, Осреднєсловенський регіон, Словенія. Висота над рівнем моря: 442,9 м.